# Мозгунов, Григорий Фёдорович
Григорий Фёдорович Мозгунов (1880, Балашовский уезд, Саратовская губерния, Российская империя – 1945, Новосибирск, СССР) — участник Русско-японской, Первой и Второй мировых войн, полный Георгиевский кавалер.

## Биография
Родился в 1880 году в Балашевском уезде Саратовского уезда в крестьянской семье. В 1883 году семья Григория переехала в Сибирь и поселилась в Малом Кривощёкове (совр. территория Кировского района Новосибирска).
В 1901 Ф. Мозгунова призвали на действительную службу.
Участвовал в Русско-японской войне (1904—1905), получил ранения.
После демобилизации вернулся в Малое Кривощёково, занимался сельским хозяйством и кустарничеством.
В Первую мировую войну был снова призван на службу, в чине старшего унтер-офицера воевал в 244 пехотном полку 61-й пехотной дивизии. Участвовал в Томашевском сражении (1914); в боях под Горлицей; в Добрудже (Румыния), был ранен.
В 1918 году возвратился в Малое Кривощёково, работал в артели ремесленником для содержания большой семьи из 10 детей.
Умер зимой 1945 года.

## Награды
Награждён медалью «За русско-японскую войну 1904—1905 годов», Георгиевскими крестами 4-й, 3-й (за участие в Русско-японской войне), 2-й и 1-й степени (за храбрость во время Первой мировой войны).